# Hồng Hạ
Hồng Hạ là một xã miền núi thuộc huyện A Lưới, thành phố Huế, Việt Nam.
Xã Hồng Hạ có diện tích 183,19 km², dân số năm 1999 là 1.153 người và mật độ dân số đạt 6 người/km².

## Hành chính
Tính đến năm 2018 (theo Nghị quyết 22/NQ-HĐND tỉnh), xã Hồng Hạ có 4 thôn: Pa Ring-Cân Sâm, Cân Tôm, Pa Hy, A Rom.